# Adam Loomis
Adam Loomis (Eau Claire, 19 marzo 1992) è un ex combinatista nordico statunitense.

## Biografia
Ha esordito in Coppa del Mondo  il 9 marzo 2013 nella sprint a squadre di Lahti, chiudendo 16º, e ai Campionati mondiali a Falun 2015, dove si è classificato 7º nella gara a squadre dal trampolino normale e 41º nel trampolino lungo. Due anni dopo, ai Mondiali di Lahti 2017, si è classificato 33º nel trampolino normale e 44º nel trampolino lungo.

## Palmarès

### Coppa del Mondo
- Miglior piazzamento in classifica generale: 55º nel 2015